# SEAMO ON DEMAND 〜perfect clip collection〜
『SEAMO ON DEMAND 〜perfect clip collection〜』（シーモ・オン・デマンド パーフェクト・クリップ・コレクション）は、SEAMOの初のPVクリップ集。2009年1月21日発売。発売元はBMG JAPAN。

## 解説
- 「関白」、「DRIVE」、「軌跡」、「Hey Boy, Hey Girl feat. BoA」、「Honey Honey feat. AYUSE KOZUE」のPVに加え、『SCRAP & BUILD』収録の「やさしい風」、新たに制作された「Kiss Kiss Kiss feat. AZU & yukako」のPVを収録。これによりシングルとアルバムの初回限定盤に収録されなかった合計7曲のPVが初めて収録された。
- 抽選特典として、2009年2月から始まる「SEAMO SCRAP & BUILD TOUR」の3月7日に行われる大阪厚生年金会館大ホール、3月17日に行われる代々木第一体育館、3月20日に行われる日本ガイシホール、3会場のバックステージへの招待応募ハガキが封入が封入される。

## 収録曲
【ビデオクリップ】 SEAMOとヨースケの与太話（副音声）切り替え機能付
1. 関白
2. DRIVE
3. a love story / SEAMO with BENNIE K
4. マタアイマショウ
5. ルパン・ザ・ファイヤー
6. 心の声 feat. AZU
7. Cry Baby
8. Fly Away
9. 軌跡
10. Hey Boy, Hey Girl feat. BoA
11. MOTHER
12. Honey Honey feat. AYUSE KOZUE
13. Continue
14. やさしい風
15. Kiss Kiss Kiss feat. AZU & yukako
16. a love story （Where is BENNIE K?Version)
17. マタアイマショウ -tears ver.-

【特典メイキング映像】
1. DRIVE
2. a love story
3. マタアイマショウ
4. マタアイマショウ -tears ver.-
5. ルパン・ザ・ファイヤー
6. 心の声 feat. AZU
7. Cry Baby
8. Fly Away
9. 軌跡
10. Hey Boy, Hey Girl feat. BoA
11. MOTHER
12. Honey Honey feat. AYUSE KOZUE
13. Continue
14. やさしい風
15. Kiss Kiss Kiss feat. AZU & yukako